# Viaducto del Saladillo
El Viaducto del Saladillo es un puente ferroviario, actualmente sin uso, ubicado en El Cadillal, Tucumán, Argentina. Además, desde el 14 de julio del 2000 el viaducto es Monumento Histórico Nacional, siendo un sitio frecuentemente visitado por turistas.

## Ubicación
El viaducto se ubica a 27 km de San Miguel de Tucumán y a 3 km de la Ruta Nacional 9, accediendo al lugar por un camino vecinal de tierra. Este se halla cerca del límite entre las comunas El Cadillal y Nueva Esperanza del Departamento Tafí Viejo.

## Historia

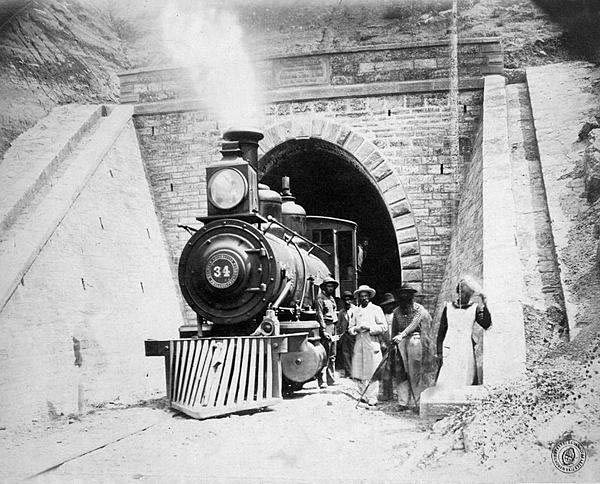
Locomotora a vapor en túnel del Saladillo, Tucumán

El viaducto fue originalmente proyectado para continuar el tramo Villa Muñecas-Tapia del Ferrocarril Central Norte. Para cubrir el trayecto se necesitaba sortear un accidentado terreno de contrafuerte y hondonada que desembocaba en las barrancas del río Salí, por lo cual se decidió construir un viaducto y un túnel de trocha angosta.
La obra comenzó en 1881, siendo blanco de críticas en la época por el elevado costo y la complejidad del tramo. Tras 3 años de trabajos, en 1884 el viaducto fue inaugurado, prolongándose el ferrocarril hasta la Estación Metán. Los planos del proyecto fueron confeccionados por el italiano Cristóbal Giagnoni y aprobados por el reconocido ingeniero Guillermo White.
Con el paso del tiempo el viaducto comenzó a presentar fallas en su estructura en 1922 a causa de la erosión pluvial. Por esta razón en 1927 se clausuró el viaducto y se construyó un nuevo puente ferroviario metálico en 1928. Este todavía se encuentra en servicio al ser utilizado por el Ferrocarril General Belgrano.

## Descripción

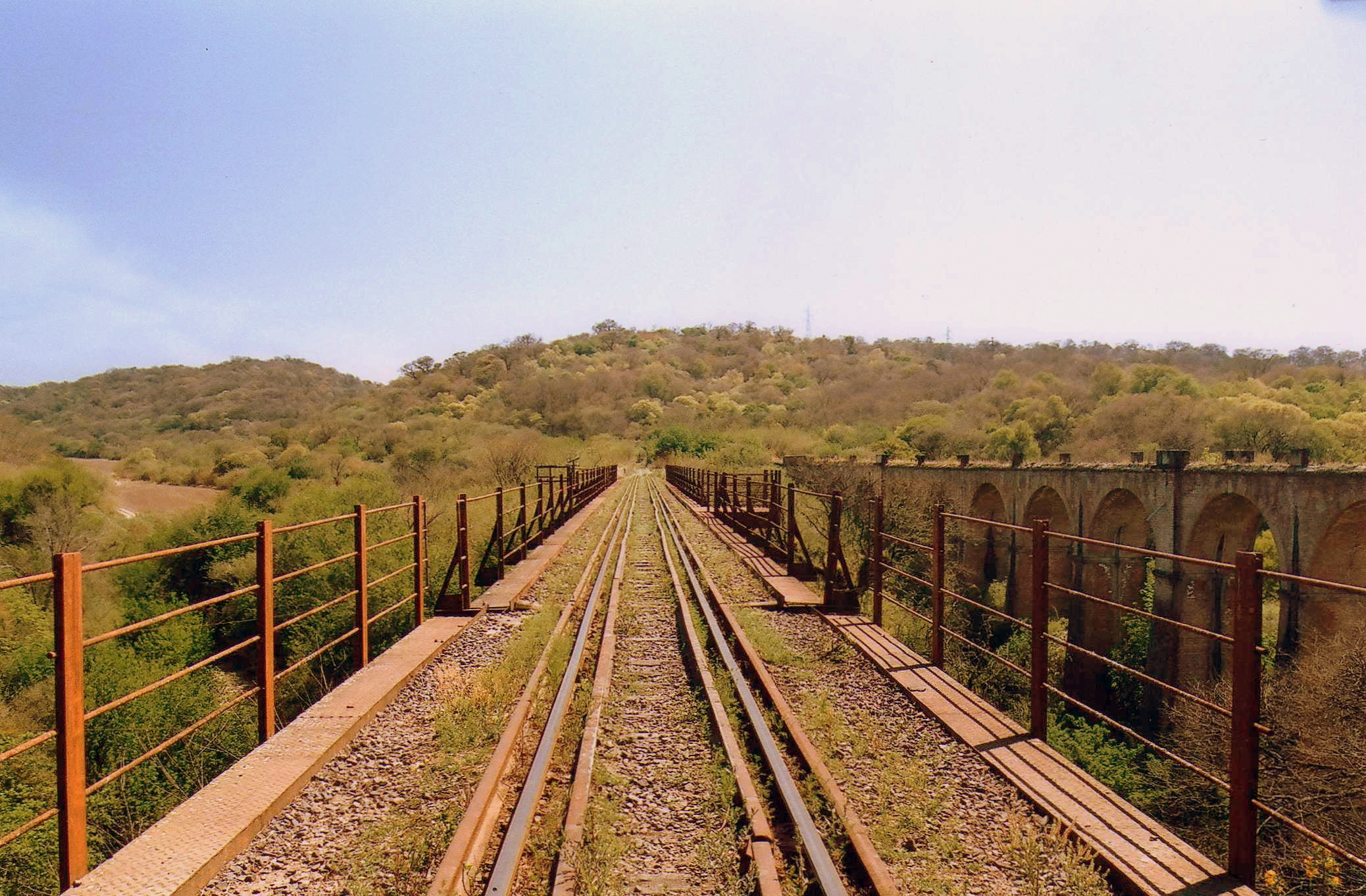
Vistas vías del viaducto

El viaducto tiene una longitud de 365 metros y una altura de 28 metros, contando con 25 pilares de 21 metros que consumieron para su construcción 6 000 000 de ladrillos. Asimismo se construyó un túnel de 200 metros de largo inmediato al viaducto. Este atravesaba la montaña con una anchura de 3,90 metros, una altura de 5 metros y espacios de seguridad cada 6 metros en sus laterales. Su construcción duró desde 1881 hasta 1882, inaugurándose ese mismo año.